# Matrofagie
Matrofagie (van Grieks: matro = "moeder" en phāgein = "eten") is een vorm van embryonaal kannibalisme dat voorkomt bij dieren waarbij de embryo's het weefsel van de moeder eten.